# Банфи, Миклош
Граф Миклош Банфи (венг. Bánffy Miklós; 30 декабря 1873, Коложвар — 5 июня 1950, Будапешт) — венгерский дипломат, писатель из трансильванского рода Банфи.

## Биография
В 1913—1918 годах был директором венгерских государственных театров. В 1921—1922 годах занимал должность министра иностранных дел Венгрии в правительстве Иштвана Бетлена. Участвовал в Генуэзской конференции, вёл переговоры с Г. В. Чичериным.
В 1926 году вернулся домой в Трансильванию. Был одним из лидеров венгерского национального меньшинства в Румынии. После Второго Венского арбитража стал членом верхней палаты венгерского парламента.